# Avondale (Louisiana)
Avondale és una població dels Estats Units a l'estat de Louisiana. Segons el cens del 2000 tenia 5.441 habitants.

## Demografia
Segons el cens del 2000, Avondale tenia 5.441 habitants, 1.726 habitatges, i 1.439 famílies. La densitat de població era de 385,5 habitants/km².
Dels 1.726 habitatges en un 38,8% hi vivien nens de menys de 18 anys, en un 61,8% hi vivien parelles casades, en un 15,5% dones solteres, i en un 16,6% no eren unitats familiars. En el 13,5% dels habitatges hi vivien persones soles el 4,6% de les quals corresponia a persones de 65 anys o més que vivien soles. El nombre mitjà de persones vivint en cada habitatge era de 3,15 i el nombre mitjà de persones que vivien en cada família era de 3,44.
Per edats la població es repartia de la següent manera: un 29,1% tenia menys de 18 anys, un 9,6% entre 18 i 24, un 29,6% entre 25 i 44, un 23,8% de 45 a 60 i un 7,8% 65 anys o més.
L'edat mediana era de 33 anys. Per cada 100 dones de 18 o més anys hi havia 91 homes.
La renda mediana per habitatge era de 35.917 $ i la renda mediana per família de 37.250 $. Els homes tenien una renda mediana de 28.730 $ mentre que les dones 21.936 $. La renda per capita de la població era de 13.518 $. Entorn del 15,6% de les famílies i el 17,3% de la població estaven per davall del llindar de pobresa.

## Poblacions més properes
El següent diagrama mostra les poblacions més properes.